# Magliano de' Marsi
Magliano de' Marsi er en italiensk by (og kommune) i regionen Abruzzo i Italien, med omkring 3.513(2023) indbyggere. 